# Georg Sars
Pour les articles homonymes, voir Sars.
Georg Ossian Sars, né le 20 avril 1837 à Kind — dans ce qui est aujourd'hui Flora — et mort le 9 avril 1927 à Oslo, est un biologiste marin norvégien. Sars est considéré comme l’un des premiers à avoir fait une étude scientifique de la pêche.

## Biographie
Son père, Michael Sars (1805-1869), est prêtre et biologiste. Par sa mère Maren, il est le neveu de Johan Sebastian Welhaven. L'historien Ernst Sars (de) est son aîné ; sa jeune sœur, Eva, chanteuse lyrique et pionnière du ski, sera la première femme de Fridtjof Nansen.
Comme son père, Georg Sars est un spécialiste de la taxinomie des animaux de mer et d'eau douce, en particulier les crustacés (Mysidacés et Ostracodes) et les mollusques.
Georg poursuit les recherches que la mort avait empêché son père de mener à terme. Elles portent sur les variations des captures de morue par les pêcheries du pays.

## Distinctions
- Commandeur de l'ordre de Saint-Olaf.

Il reçoit la Médaille linnéenne en 1910. Il est membre de l'Ordre de Saint-Olav. Le navire de recherche norvégien RV G.O.Sars, lancé en 2003, porte son nom.

## Œuvres (sélection)
- Histoire naturelle des crustacés d'eau douce de Norvège (vol. 1 en ligne, 1867)
- On some remarkable forms of animal life from the great deeps off the Norwegian coast (vol. 1 en ligne, 1872)En partie d'après des manuscrits de son père.
- On some Australian Cladocera, raised from dried mud, 1885 — Avec huit planches en couleur
- On a small collection of fresh-water Entomostraca from Sydney, 1889
- An account of the Crustacea of NorwaySon œuvre majeure
- Copépodes, particulièrement bathypélagiques, provenant des campagnes scientifiques du Prince Albert Ier de Monaco

### Liste d’œuvres en ligne
- Œuvres en ligne sur archive.org